# Mysidioides duellica
Mysidioides duellica är en insektsart som beskrevs av Yang och Wu 1993. Mysidioides duellica ingår i släktet Mysidioides och familjen Derbidae. Inga underarter finns listade i Catalogue of Life.